# Knipån nedre
Knipån nedre är ett naturreservat i Habo kommun i Jönköpings län.
Området avsattes som naturreservat 2011 och omfattar 33 hektar. Det är beläget 5 km norr om Habo samhälle och består av en bäckravin med kringliggande lövskog.
Knipån har skurit sig ner i den sandiga marken. Skogen är i liten grad påverkad av skogsbruk och innehåller stora mängder död ved. I reservatet har man påträffat ett flertal sällsynta och skyddsvärda arter. I ån finns de rödlistade arterna flodpärlmussla och flodnejonöga.  
Vattendraget utgör lek- och uppväxtområde för öring och harr.
Bland de fågelarter som noterats i området nämns forsärla och strömstare. I skogen syns nötkråka och mindre hackspett.